# Ramón Vilà
Ramón Vilà Soley (Barcellona, 11 settembre 1997) è un cestista spagnolo.

## Carriera

### Nazionale
Nel 2016 ha vinto l'Europeo Under-20 con la nazionale spagnola.

## Palmarès
- Liga LEB Oro: 1

Fundación Granada: 2021-2022